# اورخان فرج‌اف
اورخان فرج‌اف (ترکی آذربایجانی: Orxan Fərəcov؛ زادهٔ ۷ ژانویهٔ ۲۰۰۱) بازیکن فوتبال است.